# Heptapotamia
Heptapotamia là một chi bướm đêm thuộc họ Noctuidae.